# Matt Treanor
Matthew Aaron Treanor (né le 3 mars 1976 à Garden Grove, Californie, États-Unis) est un ancien receveur de baseball qui évolue dans les Ligues majeures de 2004 à 2012.

## Carrière
Matt Treanor est drafté dès la fin de ses études secondaires à la Mater Dei High School de Santa Ana (Californie). Il est sélectionné par les Royals de Kansas City en juin 1994 au quatrième tour de choix. Encore joueur de Ligues mineures, il est transféré chez les Marlins de la Floride le 29 juillet 1997.
Il fait ses débuts en Ligue majeure le 2 juin 2004 puis est transféré chez les Tigers de Détroit le 17 décembre 2008.
Il signe comme agent libre avec les Brewers de Milwaukee en décembre 2009, mais ceux-ci l'échangent en mars 2010 aux Rangers du Texas en retour du joueur d'avant-champ Ray Olmedo. Treanor produit un sommet personnel de 27 points en 2010 pour les Rangers, avec qui il dispute 82 parties. En Série de championnat de la Ligue américaine entre Texas et les Yankees de New York, il frappe un coup de circuit de deux points dans le cinquième match, et accède à la Série mondiale avec ses coéquipiers.
Son contrat vient à échéance le mois suivant, puis le 13 décembre, il signe une nouvelle entente d'un an avec Texas. Le 28 mars 2011, le contrat de Treanor est vendu aux Royals de Kansas City. Le 31 août, les Rangers rachètent des Royals le contrat de Treanor et rapatrient le receveur. Treanor dispute 65 parties pour Kansas City avant que son contrat soit racheté par Texas le 31 août 2011. Il joue sept matchs en fin d'année avec les Rangers mais est laissé de côté pour les séries éliminatoires suivantes.
Le 15 novembre 2011, Treanor signe un contrat d'un an avec les Dodgers de Los Angeles. Il joue en 2012 avec les Dodgers sa dernière saison dans les majeures.

## Vie personnelle
Matt Treanor est marié à l'athlète Misty May-Treanor, gagnante de médailles d'or en volleyball de plage aux Jeux olympiques d'Athènes 2004, Beijing 2008 et Londres 2012.

## Statistiques
| Saison | Équipe  | G   | AB  | R  | H   | 2B | 3B | HR | RBI | SB | BA    |
| ------ | ------- | --- | --- | -- | --- | -- | -- | -- | --- | -- | ----- |
| 2004   | Floride | 29  | 55  | 7  | 13  | 2  | 0  | 0  | 1   | 0  | 0,236 |
| 2005   | Floride | 58  | 134 | 10 | 27  | 8  | 0  | 0  | 13  | 0  | 0,201 |
| 2006   | Floride | 67  | 157 | 12 | 36  | 6  | 1  | 2  | 14  | 0  | 0,229 |
| 2007   | Floride | 55  | 171 | 16 | 46  | 7  | 1  | 4  | 19  | 0  | 0,269 |
| 2008   | Floride | 65  | 206 | 18 | 49  | 7  | 0  | 2  | 23  | 1  | 0,238 |
| 2009   | Détroit | 4   | 13  | 0  | 0   | 0  | 0  | 0  | 0   | 0  | 0,000 |
| 2010   | Texas   | 82  | 237 | 22 | 50  | 6  | 1  | 5  | 27  | 1  | .211  |
| Totaux | Totaux  | 360 | 973 | 85 | 221 | 36 | 3  | 13 | 97  | 2  | .227  |

| Saison | Équipe | G | AB | R | H | 2B | 3B | HR | RBI | SB | BA   |
| ------ | ------ | - | -- | - | - | -- | -- | -- | --- | -- | ---- |
| 2010   | Texas  | 4 | 10 | 3 | 2 | 0  | 0  | 1  | 2   | 0  | .200 |
| Totaux | Totaux | 4 | 10 | 3 | 2 | 0  | 0  | 1  | 2   | 0  | .200 |

Note : G = Matches joués ; AB = Passages au bâton; R = Points ; H = Coups sûrs ; 2B = Doubles ; 3B = Triples ; 
HR = Coup de circuit ; RBI = Points produits ; SB = Buts volés ; BA = Moyenne au bâton.